# W (Unix)
O comando w, em muitos sistemas operativos tipo-unix, fornece um sumário rápido de cada utilizador ativo no sistema, o que aquele utilizador está fazendo, e qual a carga gerada por todas atividades sendo realizadas no sistema. O comando é uma combinação de vários outros programas Unix: who, uptime, e ps -a.
Saída de exemplo (esta varia, obviamente, de acordo com o sistema):
```
$ w
 11:12am up 608 day(s), 19:56,  6 users,  load average: 0.36, 0.36, 0.37
User     tty       login@  idle  what
smithj   pts/5      8:52am       w
jonesm   pts/23    20Apr06    28 -bash
harry    pts/18     9:01am     9 pine
peterb   pts/19    21Apr06       emacs -nw html/index.html
janetmcq pts/8     10:12am 3days -csh
singh    pts/12    16Apr06  5:29 /usr/bin/perl -w perl/test/program.pl

```